# FASCIA (base de datos)
FASCIA es una base de datos masiva de la Agencia de Seguridad Nacional (NSA) que contiene registros de dispositivo-ubicación tomados de varias fuentes. Su existencia fue revelada por medio de las Revelaciones sobre la red de vigilancia mundial de 2013 por Edward Snowden.

## Alcance de la vigilancia
La base de datos de FASCIA contiene varios tipos de información, incluyendo Identificadores de Área de Localización (LACs), Identificadores de Torre Celular, Registros de Ubicación de Visitante, números IMEI, y números de MSISDN (Estación Móvil de Red Digital de Servicios Integrados).
Durante un periodo de aproximadamente siete meses, más de 27 terabytes de datos de ubicación fueron recolectados y almacenados en la base de datos.